# Monobia biangulata
Monobia biangulata är en stekelart som beskrevs av Henri Saussure 1875. Monobia biangulata ingår i släktet Monobia och familjen Eumenidae. Inga underarter finns listade i Catalogue of Life.